# Ісеп (Малопольське воєводство)
Ісеп (пол. Isep) — село в Польщі, у гміні Войнич Тарновського повіту Малопольського воєводства.
Населення — 261 особа (2011).
У 1975-1998 роках село належало до Тарновського воєводства.

## Демографія
Демографічна структура станом на 31 березня 2011 року:
|          | Загалом | Допрацездатний вік | Працездатний вік | Постпрацездатний вік |
| -------- | ------- | ------------------ | ---------------- | -------------------- |
| Чоловіки | 134     | 29                 | 95               | 10                   |
| Жінки    | 127     | 34                 | 72               | 21                   |
| Разом    | 261     | 63                 | 167              | 31                   |